# زخرط غرناطي
الزخرط الغرناطي أو الغاجية الغرناطية (باللاتينية: Gagea granatellii) نوع نباتي يتبع جنس الزخرط من الفصيلة الزنبقية.

## الموطن والانتشار
النبات واطن في المغرب العربي وبلاد الشام والقوقاز وبعض مناطق جنوب أوروبا.